# Arapsko more
Arapsko more je dio Indijskog oceana između Afričkog roga, Arapskog poluotoka i Indijskog potkontinenta. 

## Ime
U vedskom razdoblju indijske povijesti, Indijci su more nazivali Sindhu Sagar. Tijekom starog vijeka Arapsko more zajedno s Crevnim nazivano je i Eritrejskim morem.

## Hidrografija
Maksimalna širina Arapskog mora je oko 2400 km, a najveća dubina mu je 4562 m, u Arapskom bazenu, približno u smjeru zapada od najjužnije točke Indijskog poluotoka. Jedini značajni riječni tok u slijevu ovog mora je rijeka Ind (znana i kao Sindhu).
More se na sjeverozapadu sužava u Omanski zaljev, a put kroz Hormuški tjesnac vodi u Perzijski zaljev. Na zapadu, Arapsko i Crveno more dijeli Bab-el-Mandeb.

### Granice
Granice Arapskog mora Međunarodna hidrografska organizacija (IHO) određuje sljedećim linijama:
- Zapad – istočna granica Adenskog zaljeva odnosno meridijan rta Guardafui (ili Ras-Asira, 51°16'E)
- Sjever – istočna granica Omanskog zaljeva odnosno linija između Ras al-Hadda na istoku Arabije (22°32'N) i Ras-Džijunija na obali Pakistana (61°43'E)
- Jug – sjeverozapadna granica užeg Indijskog oceana odnosno linija između južnog ekstrema atola Addu na Maldivima do istočnog ekstrema Ras-Hafuna u Somaliji (10°26'N)
- Istok – zapadna granica Lakadivskog mora odnosno linija od Sadashivgada na zapadnoj obali Indije (14°48′N 74°07′E / 14.800°N 74.117°E) do Corah Divha (13°42′N 72°10′E / 13.700°N 72.167°E) i nadalje dolje prema zapadnoj strani Lakadiva i Maldiva do južnog ekstrema maldivskog atola Addu

### Obalne države
Uzimajući u obzir IHO-ve morske granice, među države na obalama Arapskog mora spadaju Indija, Iran, Maldivi, Oman, Pakistan i Somalija. Pridružujući Arapskom moru Omanski i Adenski zaljev, obalnim državama možemo smatrati i Iran, Ujedinjene Arapske Emirate, Jemen i Džibuti.

### Obalni gradovi
Najveći obalni gradovi su:
- Mumbai (Indija)
- Karači (Pakistan)

### Plaže
Najpoznatije plaže su:
- plaže Karačija, (Clifton)
- plaže Goe
- plaža Juhu (Mumbai)

## Poveznice
- Indijski ocean

## Vanjske poveznice
Sestrinski projekti
|  | Zajednički poslužitelj ima još gradiva o temi Arapsko more |